# Biagio Antonacci

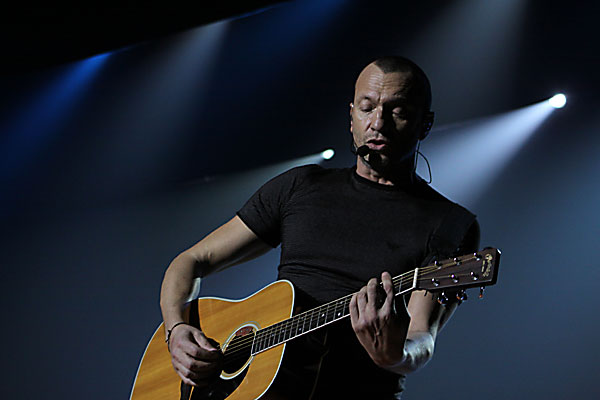
Biagio Antonacci (2009)

Biagio Antonacci (n. 9 noiembrie 1963, Milano) este un cântăreț și textier italian. 

## Biografie
Crește în periferia orașului Milano, mai exact în Rozzano , iar încă de tânăr descoperă pasiunea pentru muzică. În anul 1989 începe să scrie cântece, astfel obține primul său contract discografic, care îl ajută să participe la Festivalul Sanremo din acel an, la secțiunea „propuneri noi”, participând cu melodia Voglio vivere în un attimo. În anul 1989 își lansează primul album Sono cose che capitano. În acest album se află și o melodie denumită "Flore", care-l ajută să nu rămână neobservat. Abia în anul 1991 reușește să se afirme și pentru un public mai larg cu un nou album numit Adagio Biagio. Marele succes reușește să-l dobândească abia după un an cu melodia Liberatemi, ajungând să vândă peste 150.000 de discuri.

## Discografie

### Albume în studio
- 1989: Sono cose che capitano
- 1991: Adagio Biagio
- 1992: Liberatemi
- 1994: Biagio Antonacci
- 1996: Il mucchio
- 1998: Mi fai stare bene
- 2001: 9/Nov/2001
- 2004: Convivendo I
- 2005: Convivendo II
- 2007: Vicky Love
- 2010: Inaspettata
- 2012: Sapessi dire no
- 2014: L’amore comporta

### Albume live
- 2011: Colosseo (live + DVD)

### Compilații
- 1993: Non so più a chi credere
- 1998: Biagio 1988–1998
- 2000: Tra le mie canzoni
- 2008: Best of Biagio Antonacci 1989–2000
- 2008: Best of Biagio Antonacci 2001–2007
- 2008: Il cielo ha una porta sola
- 2010: Canzoni d’amore
- 2014: The Platinum Collection
- 2015: Biagio

### Single-uri
- 1988: Voglio vivere in un attimo / Fiore
- 1988: Fiore / Le mie donne
- 1989: Ti prenderò ballando / Ci vediamo venerdì
- 1990: Se ti vedesse mamma / Buonanotte
- 1991: Baciami stupido / Però ti amo
- 1991: Se tu fossi come… / Orchidea
- 1992: Liberatemi / Assomigliami
- 1993: Non so più a chi credere
- 1994: Non è mai stato subito
- 1994: Se io, se lei
- 1995: Lavorerò
- 1996: Se è vero che ci sei
- 1996: Così presto no
- 1996: Non parli mai
- 1996: Dove il cielo è più sereno
- 1998: Iris (tra le tue poesie)
- 1998: Quanto tempo e ancora
- 1998: Mi fai stare bene
- 2000: Ti ricordi perché
- 2001: Ritorno ad amare
- 2001: Angela
- 2001: Che differenza c'è
- 2001: Solo due parole
- 2004: Non ci facciamo compagnia
- 2004: Convivendo
- 2004: Mio padre è un re
- 2005: Sappi amore mio
- 2005: Pazzo di lei
- 2005: Immagina
- 2007: Lascia stare
- 2007: Sognami (feat. Dafnè Lupi)
- 2007: L’impossibile
- 2008: Il cielo ha una porta sola
- 2008: Aprila
- 2008: Tra te e il mare (Rolling Version)
- 2010: Se fosse per sempre
- 2010: Inaspettata (Unexpected) (feat. Leona Lewis)
- 2010: Chiedimi scusa
- 2010: Buon giorno bell’anima
- 2011: Ubbidirò (feat. Club Dogo)
- 2011: È già Natale
- 2012: Ti dedico tutto
- 2012: Non vivo più senza te
- 2012: Insieme finire
- 2012: L’evento
- 2013: Dimenticarti è poco
- 2014: Ti penso raramente
- 2014: Dolore e forza

### DVDs
- 2000: Live in Palermo (Concert pe 10 iulie 1999)
- 2005: ConVivo (Concert în aprilie 2005 în Forum di Assago, Milano)
- 2007: San Siro 07 (Concert pe 30 iunie 2007, Giuseppe-Meazza-Stadion)
- 2009: Anima Intima anima rock (Concert la Teatro Bonci, Cesena și la Forum di Assago, Milano)
- 2011: Colosseo (Concert pe Colosseum în Roma pentru UNESCO)